# Amblyops tattersalli
Amblyops tattersalli är en kräftdjursart som beskrevs av John Todd Zimmer 1914. Amblyops tattersalli ingår i släktet Amblyops och familjen Mysidae. Inga underarter finns listade i Catalogue of Life.